# Sceloporus nelsoni
Espèce
Synonymes
- Sceloporus nelsoni coeruleus Tanner & Robison, 1959

Statut de conservation UICN

 LC  : Préoccupation mineure
Sceloporus nelsoni est une espèce de sauriens de la famille des Phrynosomatidae.

## Répartition
Cette espèce est endémique du Mexique. Elle se rencontre dans les États du Jalisco, du Sonora, du Sinaloa, du Nayarit et du Chihuahua.

## Liste des sous-espèces
Selon The Reptile Database (26 février 2013) :
- Sceloporus nelsoni barrancarum Tanner & Robison, 1960
- Sceloporus nelsoni nelsoni Cochran, 1923

## Étymologie
Cette espèce est nommée en l'honneur d'Edward William Nelson.

## Publications originales
- Cochran, 1923 : A new lizard of the genus Sceloporus. Journal of the Washington Academy of Sciences, vol. 13, p. 185-186 (texte intégral).
- Tanner & Robison, 1959 : A collection of herptiles from Urique, Chihuahua. The Great Basin Naturalist, vol. 19, no 4, p. 75-82 (texte intégral).
- Tanner & Robison, 1960 : New name for a Chihuahua lizard. Herpetologica, vol. 16, no 2, p. 114.